# Ouvrage du Village-de-Coume
L'ouvrage du Village-de-Coume est un ouvrage fortifié de la ligne Maginot, situé sur la commune de Coume, dans le département de la Moselle.
C'est un petit ouvrage d'infanterie, comptant trois blocs. Construit à partir de 1931, il a été épargné par les combats de juin 1940.

## Position sur la ligne
Faisant partie du sous-secteur de Tromborn dans le secteur fortifié de Boulay, l'ouvrage du Village-de-Coume, portant l'indicatif A 29, est intégré à la « ligne principale de résistance » entre les ouvrages de Denting (A 28) à l'est et de Annexe Nord de Coume (A 30) au sud-est, à portée de tir des canons des deux casemates RFM du Bovenberg (BCa 2) et du Bois d'Ottonville (BCa 1).
L'ouvrage est installé sur la cote 326.

## Description
L'ouvrage est composé en surface de trois blocs de combat, dont l'un sert aussi de bloc d'entrée, avec en souterrain des magasins à munitions (M 2), des stocks d'eau, de gazole et de nourriture, des installations de ventilation et de filtration de l'air, une usine électrique et une caserne, le tout relié par des galeries profondément enterrées. L'énergie est fournie par deux groupes électrogènes, composés chacun d'un moteur Diesel Renault 6-115 (six cylindres, délivrant 54 ch à 750 tr/min) couplé à un alternateur. Le refroidissement des moteurs se fait par circulation d'eau.
Le bloc 1 est une casemate d'infanterie flanquant vers l'ouest, armé avec un créneau mixte pour JM/AC 47 (jumelage de mitrailleuses et canon antichar de 47 mm), un autre créneau pour JM et deux cloches GFM (guetteur fusil-mitrailleur).
Le bloc 2 est une casemate cuirassée d'infanterie, équipée avec deux cloches JM et deux cloches GFM.
Le bloc 3 est un bloc d'infanterie, avec une tourelle de mitrailleuses et une cloche GFM<.

## Histoire
L'ouvrage est servi par les hommes du 161e RIF sous les ordres du capitaine Albert Lussus,. Après la percée de Sedan, celui-ci comprend qu'il est vain d'attendre les Allemands dans la ligne Maginot dont les canons sont tournés vers le nord d'où l'ennemi ne viendra plus. Il décide de son propre chef de sortir de son ouvrage avec ses hommes pour entreprendre des escarmouches contre la Wehrmacht qui a commencé d'investir la Lorraine. Ses supérieurs finissent par lui enjoindre de regagner sa base. 
L'ouvrage est encerclé par les Allemands le 3 juillet 1940 et son équipage se rend le lendemain. Interné dans l'Oflag X-C, le capitaine Lussus s'en évade en compagnie du lieutenant Girot. Arrêtés par la Gestapo, les deux hommes sont exécutés et incinérés ; ils demeurent les deux seuls officiers français exécutés par les Allemands pour fait d'évasion.
L'ouvrage a vu certaines de ses chambres ornées de peintures, réalisées pendant la drôle de guerre à même les murs, par l'artiste-peintre Robert Humblot (1907-1962), alors mobilisé en qualité de sapeur-téléphoniste.

## L'ouvrage aujourd'hui
De nos jours, ce petit ouvrage a quasiment disparu du paysage. Peu après sa revente par l'armée, ses équipements et cuirassements ont été démontés en intégralité, et ses blocs totalement remblayés.